# ヘルシンキ宣言 (全欧安全保障協力会議)
ヘルシンキ宣言（Helsinki Declaration）またはヘルシンキ合意（Helsinki Accords）は、1975年7月から8月にかけてフィンランドのヘルシンキにおいて開催された「全欧安全保障協力会議(Conference on Security and Cooperation in Europe:CSCE)」で採択された最終の合意文書のこと。

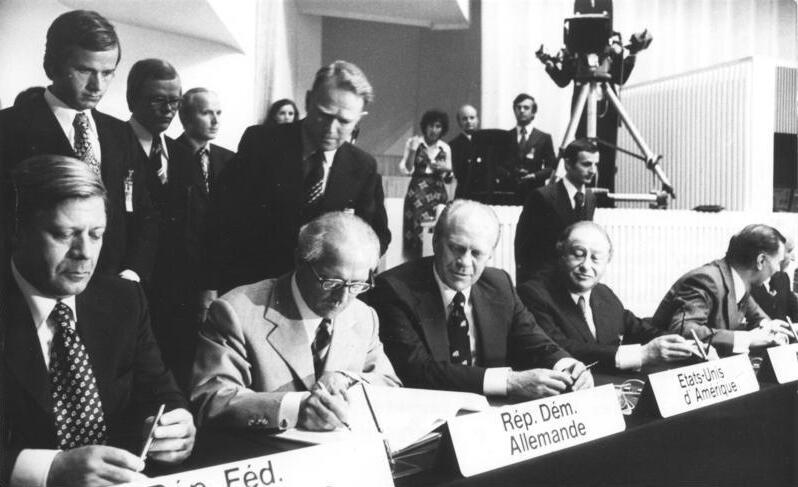
宣言に署名する東西の首脳。左から、シュミット西ドイツ首相、ホーネッカー東ドイツ社会主義統一党書記長、アメリカのフォード大統領、オーストリアのクライスキー首相

この全欧安全保障協力会議にはアルバニアを除きソ連を含めたヨーロッパ33ヵ国、アメリカ、カナダの計35ヵ国の首脳が参加した（そして全参加国が同文書に調印した）。
「ヘルシンキ宣言」は、国家主権の尊重、武力不行使、国境の不可侵、領土保全、紛争の平和的解決、内政不干渉、人権と諸自由の尊重などの原則、信頼醸成措置(CBM)の促進などの安全保障の原則、経済・技術協力、人道的分野での協力（人の移動の拡大、情報の浸透の拡大、青年・スポーツ交流の拡大）などの推進を掲げ、冷戦時代の東西対話の場であるCSCEの集大成であり、その後のCSCEプロセスの基礎となり、冷戦終結に到る国際政治環境の醸成に大いに役割を果たした。

## ヘルシンキ宣言後の全欧安全保障協力会議
ヘルシンキ宣言では、再検討会議を開催することが合意されていた。それにしたがい、３度の再検討会議が冷戦終結まで開催され、加えて各分野で専門家会議が開催された。そのほとんどが東西対立により厳しい批判の応酬を含むものであった。
（再検討会議については、全欧安全保障協力会議#再検討会議が詳しい）
1989年の東欧革命やそれに続く冷戦の終結（1989年、米ブッシュ大統領とソ連ゴルバチョフ共産党書記長によるマルタ会談にて終結）を踏まえ、1990年11月新たに「パリ憲章」採択。
事務局長（ウィーン・プラハ）、紛争防止センター（ウィーン）、自由選挙促進事務局（ワルシャワ）の設置を決定し、常設期間として準備を進めた。
その後バルト三国や独立国家共同体 (CIS) （1991年「アルマ・アタ宣言」に基づきソ連が崩壊してできた）の10ヵ国等も加わる。
1994年12月にはブダペストで開催された「全欧安全保障協力会議 (CSCE) 」において52ヵ国参加のもと名称を「欧州安全保障協力機構 (OSCE) 」に変更。1995年1月発足。
1990年まで単に「会議の連続体」にすぎなかったCSCEを紛争予防・解決の実行力を伴う組織とし「地域安全保障機構」となった。
1999年には「ヨーロッパの安全保障憲章」を採択し、機能強化を進める。2004年時点では55ヵ国が加盟。日本は1992年7月にパートナー国として参加が認められた。

## ヘルシンキ宣言とクリミア問題・ウクライナ侵攻
ヘルシンキ宣言は条約ではないが、ソビエト連邦の崩壊後でも国際的なフォーラム機能を果たす重要な国際レジームの規範であった。2014年クリミア危機及び2022年のウクライナ侵攻に関連して、この宣言が注目されている。

## 注
1. ↑  日本経済新聞2014年3月25日朝刊　経済教室「国際法からみたクリミア問題、武力背景の編入は違法、独立宣言・条約は無効」